# Agnese di Solms-Laubach
Agnese di Solms-Laubach (Laubach, 7 gennaio 1578 – Laubach, 23 novembre 1602) fu contessa di Solms-Laubach per nascita e langravia d'Assia-Kassel per matrimonio.

## Vita
Era figlia del conte Giovanni Giorgio di Solms-Laubach (1546–1600) e della moglie Margherita di Schönburg-Glauchau (1554–1606), figlia del conte Giorgio I.
Sposò all'età di 15 anni, il 23 settembre 1593, a Kassel il langravio Maurizio d'Assia-Kassel, che ella aveva conosciuto alle nozze della sorella maggiore Anna Maria. Le nozze di Agnese furono celebrate alla presenza di numerosi ospiti principeschi. Il matrimonio con la contessa calvinista incremento considerevolmente i legami di Maurizio con i conti calvinisti di Wetterau, sebbene Maurizio avesse scelto Agnese come moglie più per amore che per calcolo dinastico.
Agnese fu descritta come di eccezionale talento, bella e amabile. Matthäus Merian realizzò un arazzo con i ritratti della contessa con suo marito ed i suoi figli. Il giorno dopo la morte di Agnese, Maurizio scrisse al re Enrico IV di Francia della sua grande perdita.

## Figli
Dal matrimonio con Maurizio, Agnese ebbe i seguenti figli:
- Ottone (1594–1617), che sposò in prime nozze, nel 1613, la principessa Caterina Ursula di Baden-Durlach (1593-1615) e in seconde nozze nel 1617, la principessa Agnese Maddalena di Anhalt-Dessau (1590-1626);
- Elisabetta (1596–1625), che sposò nel 1618 il duca Giovanni Alberto II di Meclemburgo-Güstrow (1590-1636)
- Maurizio (1600–1612)
- Guglielmo V (1602–1637), langravio d'Assia-Kassel, che sposò nel 1619 la contessa Amalia Elisabetta di Hanau-Münzenberg (1602-1651)